# (1106) Cydonia
Pour les articles homonymes, voir Cydonia.
(1106) Cydonia est un astéroïde évoluant dans la ceinture principale, découvert le 5 février 1929 par l'astronome allemand Karl Wilhelm Reinmuth depuis l'observatoire du Königstuhl.
Il est nommé d'après l'arbre Cydonia vulgaris, plus communément appelé cognassier.
Il ne doit pas être confondu avec un autre astéroïde, (579) Sidonia.